# Bud Spencer
Bud Spencer, pseudoniem voor Carlo Pedersoli (Napels, 31 oktober 1929 – Rome, 27 juni 2016), was een Italiaanse filmacteur en zwemmer.
Bud Spencer maakte vooral furore in spaghettiwesterns en actiefilms, waarin hij vaak een duo vormde met landgenoot en collega-acteur Terence Hill. Voorafgaand aan zijn carrière in de filmwereld was Spencer een succesvol zwemmer en waterpoloër. Hij nam deel aan de Olympische Spelen van 1952 en 1956 en was de eerste Italiaanse zwemmer die de 100 meter vrije slag binnen een minuut zwom (59,5). Hij deed dit in een 25-meter bad (kortebaan).

## Biografie

### Films
In de jaren vijftig verscheen Bud Spencer onder zijn eigenlijke naam Pedersoli al in een aantal Italiaanse films. Tevens had hij een bijrolletje in de Amerikaanse productie Quo Vadis (1951). De samenwerking met Hill begon in 1967, met de film Dio perdona... io no!. Vanaf dat jaar noemt hij zichzelf Bud Spencer; een verwijzing naar het biermerk Budweiser en de in 1967 overleden acteur Spencer Tracy.
Spencer speelde in de films de ietwat zwaarlijvige dommekracht, waar Hill de rol speelde van de slimmere charmeur. Bud Spencer had zijn eerste rollen vooral te danken aan zijn postuur. Begin jaren 80 was hij 1,94 meter lang en 120-130 kilogram zwaar. Na de hoogtepunten in zijn filmcarrière nam hij nog in gewicht toe tot ongeveer 140 kg in het jaar 2000.
Zonder Hill maakte Spencer eind jaren 70 en begin jaren 80 enkele succesvolle films, zoals De sheriff ziet ze vliegen en De sheriff maakt zich kwaad. Later kwam hij met de ExtraLarge en Big Man-reeks, waarin hij respectievelijk als detective Jack 'Extralarge' Costello en als Jack 'Big Man' Clementi ("professore") de strijd aanbond met de misdaad. Ondanks medewerking van acteurs als Michael Winslow van Police Academy en Philip Michael Thomas van Miami Vice in ExtraLarge waren de films niet zo'n succes als zijn eerdere films. In 1994 volgde nog eenmaal een samenwerking met Hill in de western Botte di Natale (The Fight Before Christmas), in het Engels bekend als Troublemakers.

### Overige activiteiten
In 1981 richtte Spencer zijn eigen luchtvaartmaatschappij Mistral Air op. Hij was enige tijd de eigenaar, maar verkocht het bedrijf later weer. Daarna richtte hij zich op de kledingindustrie van vooral kinderen. In 2005 deed Spencer een mislukte poging om de politiek in te gaan: hij was verkiesbaar als regionaal raadslid voor de partij Forza Italia.

### Overlijden
Hij overleed op 86-jarige leeftijd in Rome en werd daar ook begraven, op de Cimitero Comunale Monumentale Campo Verano.

## Filmografie

### Films met Terence Hill
| Jaar | Film | Rol                                                     |
| ---- | --- | ------------------------------------------------------- |
| 1959 | Hannibal - Annibale (als Carlo Pedersoli)                                                                                   | Rutario                                                 |
| 1967 | God Forgives, I Don't (Ned. titel: De duivel kent geen genade) - Dio perdona... io no!                                      | Earp Hutch                                              |
| 1968 | Ace High (Ned. titel: De grijnzende doder) - I quattro dell'Ave Maria                                                       | Hutch Bessy                                             |
| 1969 | Boot Hill (Ned. titel: Halleluja voor een paar vuisten) - La collina degli stivali                                          | Hutch                                                   |
| 1970 | They Call Me Trinity (Ned. titel: De linker- en de rechterhand van de duivel) - Lo chiamavano Trinità                       | Bambino                                                 |
| 1970 | Blackie, the Pirate (Ned. titel: De duivel hale je) - Il corsaro nero                                                       | Skull                                                   |
| 1971 | Trinity is Still My Name (Ned. titel: De vier vuisten van de duivel) - ...continuavano a chiamarlo Trinità                  | Bambino                                                 |
| 1972 | All the Way, Boys (Ned. titel: De vier vuisten de lucht in) - ...più forte ragazzi!                                         | Salud                                                   |
| 1974 | Watch Out, We're Mad (Ned. titel: Pas op of we slaan erop) - Altrimenti ci arrabbiamo                                       | Ben                                                     |
| 1974 | The Two Missionaries (Ned. titel: Vier vuisten voor het geloof) - Porgi l'altra guancia                                     | Padre Pedro                                             |
| 1977 | Crime Busters (Ned. titel: Twee door het dolle heen) - I 2 superpiedi quasi piatti                                          | Wilbur Walsh                                            |
| 1978 | Odds and Evens (Ned. titel: Even en oneven) - Pari e dispari                                                                | Charlie Firpo                                           |
| 1979 | I'm For the Hippopotamus (Ned. titel: Vier vuisten op safari) - Io sto con gli ippopotami                                   | Tom                                                     |
| 1981 | Who Finds a Friend, Finds a Treasure (Ned. titel: Vier vuisten hebben de tropenkolder) - Chi trova un amico trova un tesoro | Charlie O'Brien                                         |
| 1983 | Go For It (Ned. titel: De vier vuisten slaan op hol) - Nati con la camicia                                                  | Doug                                                    |
| 1984 | Double Trouble (Ned. titel: Vier vuisten in het kwadraat) - Non c'è due senza quattro                                       | Greg Wonder / Antonio Coimbra de la Coronilla y Azevedo |
| 1985 | Miami Supercops - I poliziotti dell'ottava strada                                                                           | Steve Forrest                                           |
| 1994 | Troublemakers - Botte di Natale                                                                                             | Moses                                                   |

### Films zonder Terence Hill

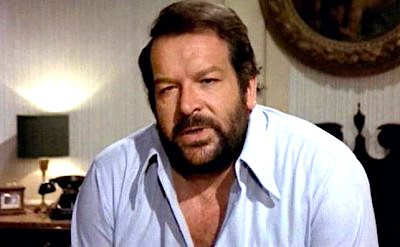
Bud Spencer, zoals we hem kennen in de vele films,
1973

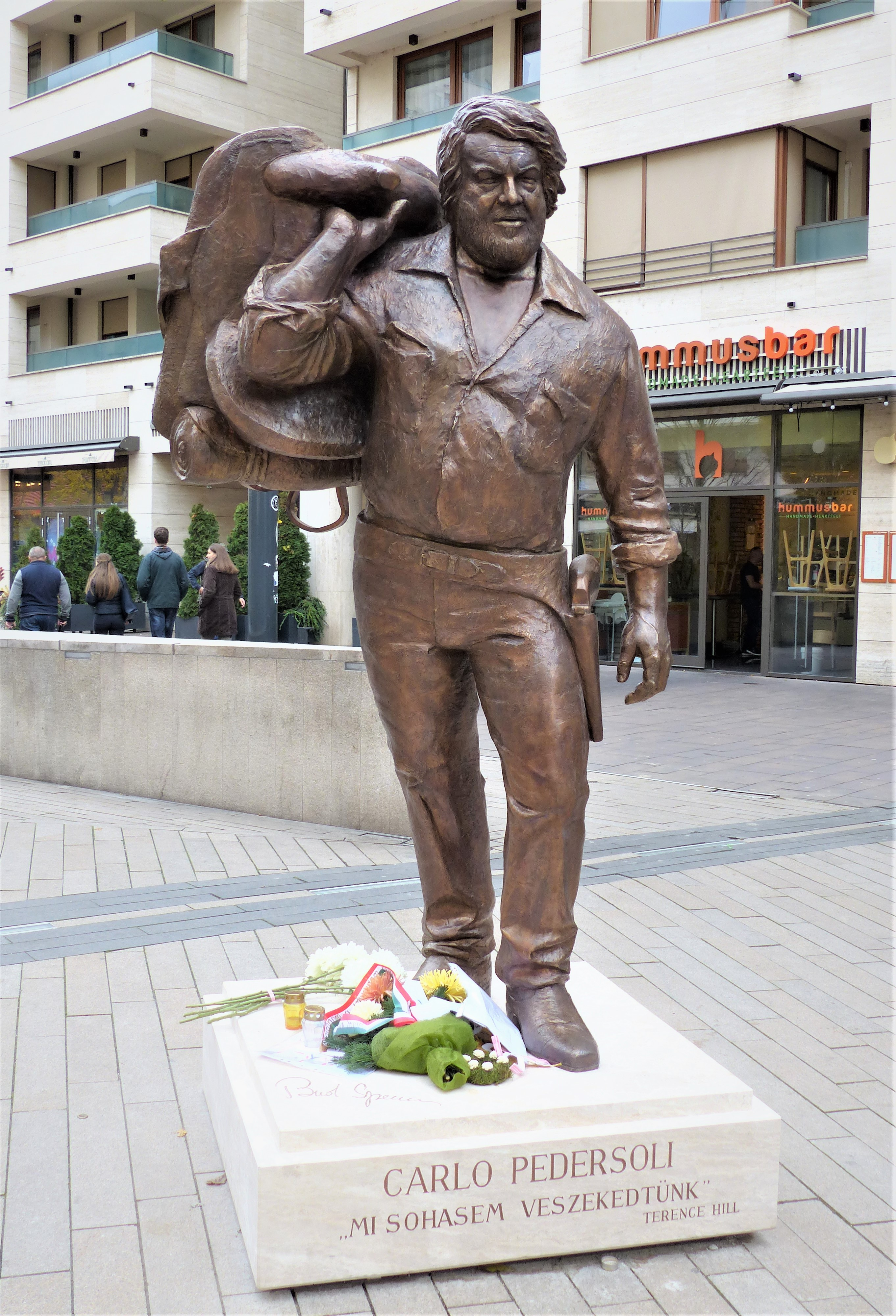
Bud Spencer,
standbeeld in Boedapest

| Jaar | Film | Rol                         |
| ---- | --- | --------------------------- |
| 1951 | Quo Vadis (als Carlo Pedersoli) | Pretoriaanse wacht          |
| 1954 | Human Torpedoes (als Carlo Pedersoli) - Siluri umani                                                                                              | Magrini                     |
| 1955 | A hero of our times (als Carlo Pedersoli) - Un eroe dei nostri tempi                                                                              | Fernando                    |
| 1957 | A Farewell to Arms (als Carlo Pedersoli) - Addio alle armi                                                                                        | Carabiniere                 |
| 1968 | Today It's Me... Tomorrow It's You! - Oggi a me..domani a te, met Brett Halsey                                                                    | O'Bannion                   |
| 1968 | Beyond the law - Al di là della legge, met Lee Van Cleef                                                                                          | James Cooper                |
| 1969 | The Five Man Army - Un esercito di cinque uomini, met Peter Graves                                                                                | Mesito                      |
| 1970 | The Fifth Day of Peace - Dio è con noi | Kapelaan Jelinek            |
| 1971 | Four Flies on Grey Velvet - Quattro mosche di velluto grigio                                                                                      | Godfrey 'God'               |
| 1972 | Black Turin - Torino nera | Rosario Rao                 |
| 1972 | It Can Be Done... Amigo! (Ned. titel: Amen broeder, amen) - Si può fare... amigo, met Jack Palance                                                | Hiram Coburn                |
| 1972 | A Reason to Live, a Reason to Die (Ned. titel: Een reden om te sterven) - Una ragione per vivere, una per morire, met James Coburn, Telly Savalas | Eli Sampson                 |
| 1973 | Even Angels Eat Beans - Anche gli angeli mangiano fagioli, met Giuliano Gemma                                                                     | Charlie Smith               |
| 1974 | Flatfoot: A Fistful of Hell (Ned. titel: Platvoet 1) - Piedone lo sbirro                                                                          | Inspecteur 'Flatfoot' Rizzo |
| 1975 | Flatfoot in Hong Kong (Ned. titel: Platvoet in Hong Kong) - Piedone a Hong Kong                                                                   | Inspecteur 'Flatfoot' Rizzo |
| 1976 | Soldier of Fortune - Soldato di ventura | Hector Fieramosca           |
| 1977 | Charleston | Charleston                  |
| 1978 | Knock-Out Cop (Ned. titel: Platvoet in Afrika) - Piedone l'Africano                                                                               | Inspecteur 'Flatfoot' Rizzo |
| 1978 | They Called Him Bulldozer - Lo chiamavano Bulldozer                                                                                               | Bulldozer                   |
| 1979 | The Sheriff and the Satellite Kid (Ned. titel: De sheriff ziet ze vliegen) - Uno sceriffo extraterrestre...poco extra e molto terrestre           | Sheriff Hall                |
| 1979 | Flatfoot in Egypt (Ned. titel: Platvoet in Egypte) - Piedone d'Egitto                                                                             | Inspecteur 'Flatfoot' Rizzo |
| 1980 | Why Do You Have A Pick On Me? (Ned. titel: De sheriff maakt zich kwaad) - Chissà perché capitano tutte a me                                       | Sheriff Hall                |
| 1981 | Buddy goes West - Occhio alla penna | Buddy                       |
| 1982 | Thieves and Robbers (Ned. titel: Bud deelt doffe dreunen uit) - Cane e gatto, met Tomas Milian                                                    | Sergeant Parker             |
| 1982 | Banana Joe | Banana Joe                  |
| 1982 | Big Bomber - Bomber | Bud Graziano                |
| 1986 | Aladdin - Superfantagenio | Geest                       |
| 1988 | Big Man: The false Etruscan | Jack Clementi               |
| 1988 | Big Man: An unusual insurance | Jack Clementi               |
| 1989 | Big Man: Let the buried lie | Jack Clementi               |
| 1989 | Big Man: A policy for hell | Jack Clementi               |
| 1989 | Big Man: Another falling star | Jack Clementi               |
| 1989 | Big Man: Boomerang | Jack Clementi               |
| 1991 | Speaking of the devil - Un piede in paradiso | Bull Webster                |
| 1991 | ExtraLarge I: Black and White | Jack 'Extralarge' Costello  |
| 1991 | ExtraLarge I: Moving Target | Jack 'Extralarge' Costello  |
| 1991 | ExtraLarge I: Black Magic | Jack 'Extralarge' Costello  |
| 1991 | ExtraLarge I: Cannonball | Jack 'Extralarge' Costello  |
| 1991 | ExtraLarge I: Miami Killer | Jack 'Extralarge' Costello  |
| 1991 | ExtraLarge I: Jo-Jo | Jack 'Extralarge' Costello  |
| 1992 | ExtraLarge II: Lord of the Sun | Jack 'Extralarge' Costello  |
| 1993 | ExtraLarge II: Gonzales' Revenge | Jack 'Extralarge' Costello  |
| 1993 | ExtraLarge II: Ninja Shadow | Jack 'Extralarge' Costello  |
| 1993 | ExtraLarge II: Diamonds | Jack 'Extralarge' Costello  |
| 1993 | ExtraLarge II: Condor Mission | Jack 'Extralarge' Costello  |
| 1993 | ExtraLarge II: Indians | Jack 'Extralarge' Costello  |
| 1997 | We are Angels (6 films) - Noi siamo angeli | Orso                        |
| 1997 | Fireworks - Fuochi d'artificio | De blinde zanger            |
| 1997 | To the Limit - Al limite | Elorza                      |
| 2000 | Sons of the wind - Hijos del viento | Quintero                    |
| 2001 | Father Hope - Padre Speranza | Don Vasari                  |
| 2002 | 3 - 4 Ever | Bops                        |
| 2003 | Singing Behind Screens - Cantando dietro i paraventi                                                                                              | Il vecchio capitano'        |
| 2009 | Killing is my Business, Honey | Pepe                        |
| 2010 | Recipe for Crime (11 afleveringen) | Carlo Banci                 |